# Editora Cavalo de Ferro
Cavalo de Ferro é uma editora livreira fundada em Lisboa, Portugal, em 2003 por Hugo Freitas Xavier, Diogo Madre Deus e Domingos Folque Guimarães. 
É a uma editora especializada na tradução de literaturas menos comuns. Editou nomeadamente, Halldór Laxness, escritor e Prémio Nobel Islandês, Ivo Andrić, escritor e Prémio Nobel Jugoslavo e Knut Hamsun, escritor e Prémio Nobel Norueguês.
Em 2005 foi aberta uma filial em Itália, a Cavallo di Ferro, especializada na publicação de obras de autores de língua portuguesa. 
O maior sucesso dessa filial foi a tradução do romance Equador de Miguel Sousa Tavares vencedora do prémio Grinzane Cavour 2006.
Em 2006 a Cavalo de Ferro passou a fazer parte da Global Alliance for Cultura Diversity / Unesco e integra a lista de «Publishers endeavouring to find world literature» coligida por essa mesma organização.
Em 2009 os sócios Hugo Xavier e Domingos Guimarães abandonaram, em momentos diferentes, o projecto.